# Device (gruppo musicale anni 2010)
I Device sono stati un progetto parallelo statunitense industrial metal fondato nel 2012 da David Draiman, frontman dei Disturbed.

## Storia del gruppo
Draiman è stato avvicinato da Geno Lenardo, ex chitarrista dei Filter, ed insieme iniziarono a lavorare sul nuovo materiale. I due iniziarono a lavorare sull'album di debutto nel giugno 2012. Il risultato è stato il primo album omonimo, Device, pubblicato il 9 aprile 2013. Il primo singolo, Vilify, venne invece distribuito alle radio prima dell'uscita dell'album il 19 febbraio 2013.
In un'intervista nel 2015 Draiman ha dichiarato di non avere intenzione di scrivere un altro album per i Device.

## Formazione
Ultima
- David Draiman – voce (2012–2014)
- Geno Lenardo – chitarra, basso (2012–2014)

Turnisti
- Will Hunt – batteria (2012–2013)
- Virus – chitarra (2012–2013)

## Discografia
- 2013 – Device